# Berthelinia australis
Berthelinia australis is een slakkensoort uit de familie van de Juliidae. De wetenschappelijke naam van de soort is voor het eerst geldig gepubliceerd in 1960 door Burn.